# Michael Shapiro
Michael Shapiro, né en 1966, est un acteur américain spécialisé dans le doublage, connu pour interpréter les voix anglaises de Barney Calhoun et du G-Man dans les jeux vidéo Half-Life, Half-Life: Opposing Force, Half-Life: Blue Shift, Half-Life: Decay, Half-Life 2, Half-Life 2: Episode One, Half-Life 2: Episode Two et Half-Life: Alyx. Il fut aussi la voix d’Ishmael dans Blood II: The Chosen et dans son expansion pack.

## Filmographie

### Jeux vidéo
- 1998 : Blood II: The Chosen
- 1998 : Half-Life
- 1999 : Half-Life: Opposing Force
- 2001 : Half-Life: Blue Shift
- 2001 : Half-Life: Decay
- 2004 : Half-Life 2
- 2006 : Half-Life 2: Episode One
- 2007 : Half-Life 2: Episode Two
- 2020 : Half-Life: Alyx